# 哈倫 (印第安納州)
哈倫（英語：Harlan）是位於美國印地安納州艾倫縣的一個人口普查指定地區。

## 地理
哈倫的座標為41°11′46″N 84°55′11″W / 41.19611°N 84.91972°W，而該地最高點為海拔高度239米（即784英尺）。

## 人口
根據2010年美國人口普查的數據，哈倫的面積為8.00平方千米，當中陸地面積為8.00平方千米，而水域面積為0.00平方千米。當地共有人口1,634人，而人口密度為每平方千米204.25人。